# Pseudalus leos
Pseudalus leos är en fjärilsart som beskrevs av Druce 1898. Pseudalus leos ingår i släktet Pseudalus och familjen björnspinnare. Inga underarter finns listade i Catalogue of Life.